# Ampedus pomonae
Ampedus pomonae är en skalbaggsart som först beskrevs av Stephens 1830.  Ampedus pomonae ingår i släktet Ampedus, och familjen knäppare. Arten är reproducerande i Sverige.

## Bildgalleri

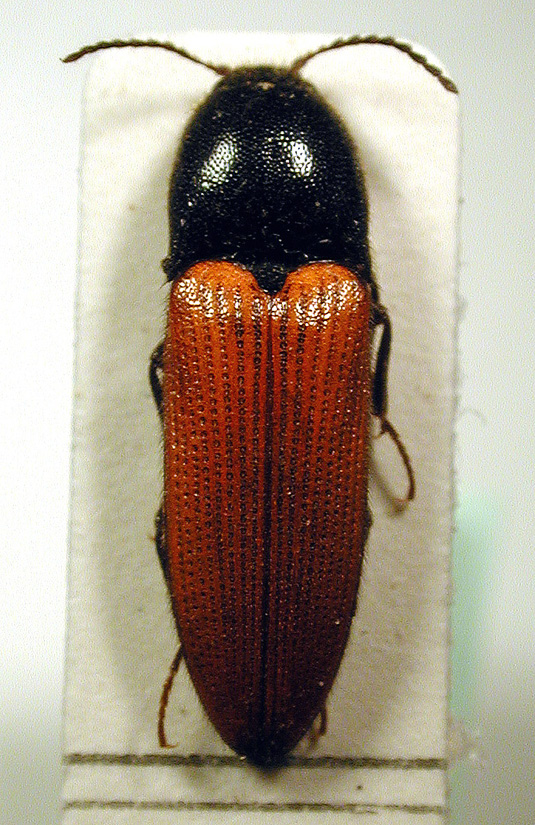
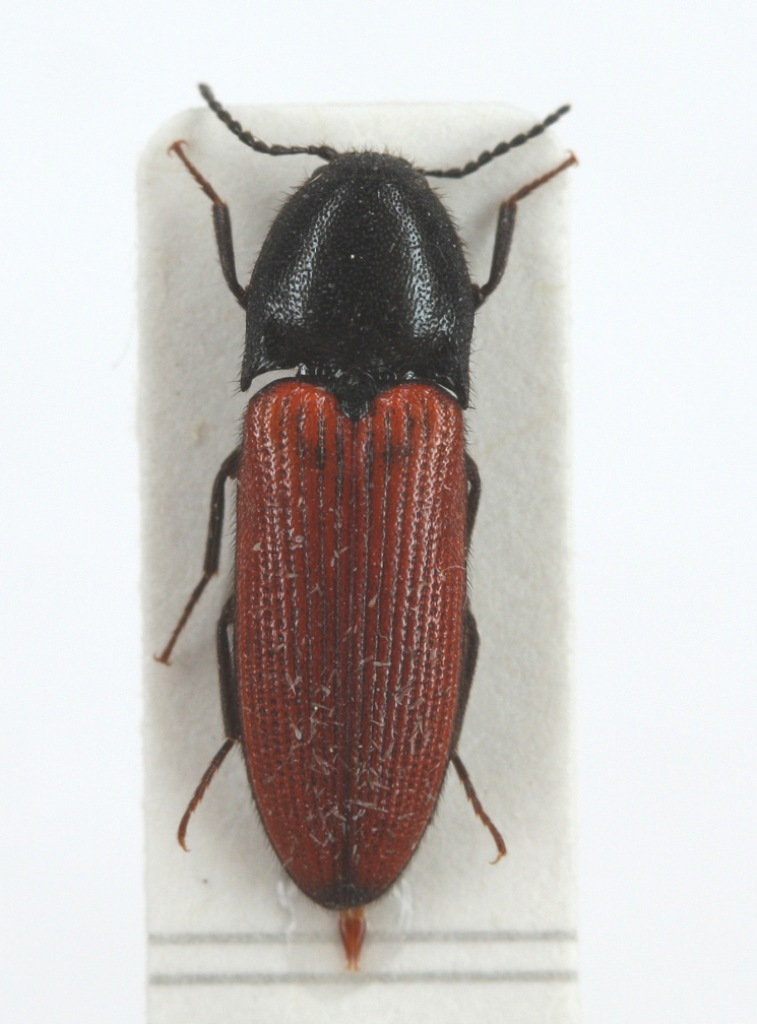